# 200 (星际之门：SG-1)
《200》是美国科幻电视剧《星际之门：SG-1》第10季的第6集，也是全剧的第200集。与其它绝大多数剧集更为严肃的剧情风格相比，《200》更为轻松，戏仿《星际之门：-1》的同时也恶搞了其它多部科幻题材节目，以及包括《绿野仙踪》在内的其它娱乐作品。
《200》在2007年星座奖角逐中获“2006年科幻电影或电视剧最佳整体剧本奖”，还获得2007年雨果奖短剧类最佳戏剧呈现奖提名。本集还是《星际之门：-1》初版人物杰克·奥尼尔（李察·狄恩·安德森饰）自第9季开场以来的首次亮相。
本集平均吸引了1.9%的家庭收看，是第10季中少数收视率超过上季平均值的剧集。《200》的剧本表现和幽默几乎赢得评论界的普遍好评，但这集表现虽佳，Sci Fi 频道仍然在播出后不久宣布不会再续订《星际之门：-1》的第11季。

## 剧情
由外星人变成的好莱坞编剧马丁·劳埃德（Martin Lloyd，威利·加森饰）从SG-1返回星际之门司令部，他打算把电视剧《虫洞极端》（Wormhole X-Treme）改编成电影，所以随身带着正在撰写的剧本，希望能获得帮助，这部电视剧曾在之前的剧集中提及。但是，司令部的工作人员并没有必思来帮劳埃德，特别是米切尔中校（Lt. Colonel Mitchell，本·布劳德饰），他正准备执行下一个任务，前往另一个世界，这也会是他第200次通过星门。由于出现技术故障，他们无法顺利启程，只能按兰德里将军（General Landry，博·布里奇斯饰）的命令待在简报室，原来这个任务是五角大楼为星际之门计划设计的掩护，他们觉得成功拍摄虫洞星际旅行题材电影可以让人们相信星际之门计划只不过是科幻片。
任务组各成员很快就开始提出自己对《虫洞极端》改编电影的构想。米切尔的设想是僵尸入侵；萨曼塔·卡特（Samantha Carter，阿曼达·泰平饰）则提出一项前所未见的任务，杰克·奥尼尔（Jack O'Neill）还能隐形；瓦拉·玛尔·多伦（Vala Mal Doran，克劳迪娅·布莱克饰）的建议是向《绿野仙踪》和《遥远星际》（Farscape）“致敬”，提尔克（Teal'c）还希望自己在电影中是私家侦探。除此以外，受制片方提议更换原版《虫洞极端》演员的影响，剧中还插入一段每个队员都更加年轻的替代剧情；根据马丁的建议制作的一段内容同《星际迷航》非常相似，但其中的科学内容却很不靠谱；《星际之门：SG-1》的试播集《众神之子》（Children of the Gods）也成为素材，所有人物都变成提线木偶，外形仿佛电视剧《雷鸟》中的人物；另一个想象的婚礼场景则有奥尼尔将军（General O'Neill，李察·狄恩·安德森饰）回归。
最终，制片方决定还是续订《虫洞极端》，不拍电影，因此上面的所有设想都打了水漂。节目的末尾已是10年之后，《虫洞极端》的演员和剧组一起庆祝电视剧拍到第200集，并继续设想改编电影应该怎么拍。

## 制作

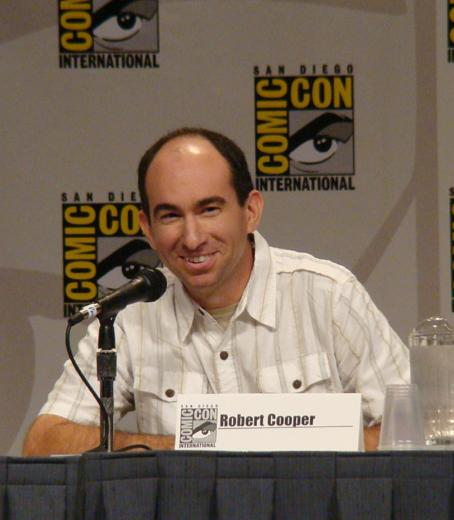
根据执行制片人罗伯特·库珀的初步设想，《200》同之前199集并不会有显著区别。

根据执行制片人罗伯特·库珀（Robert C. Cooper）最初的设想，《星际之门：SG-1》的第200集与之前并不会有显著区别。但他很快就意识到，无论选择哪位编剧来创作第200集的剧本，这都会显得像是某种特别优待。在这样的情况下，剧组决定把这集制作成类似《周六夜现场》形式的多段式混合短剧，每个编剧都可以创作一段小品。众编剧决定让之前剧集中曾经提及的《虫洞极端》和马丁·劳埃德回归，《200》至此基本成形，整集节目将以多段设想的形式呈现。剧本创作完成时，《200》已经变成“向演员、剧组和铁杆粉丝致敬”的节目。
《星际之门》的制片人起初不确定李察·狄恩·安德森是否会愿意回归出演本集，所以他们设计了许多同安德森的角色有关，但并不需要他出镜的情节。安德森之后回归并在多个镜头亮相，库珀对此在特别花絮《星际之门：SG-1：第200集幕后故事》（Stargate SG-1: Behind the 200th）中表示：“对于我们来说，有（他）回归第200集是非常重要的。显然我们都觉得这事儿没他就成不了”。
虽然剧情结构存在显著不同，但《200》的拍摄周期并不比往常的一集更长，这主要是因为大部分情节都发生在简报室内。不过，这种多段式的情节设计还是令本集制作成本相对而言要高得多。例如剧中一场恶搞戏段使用的牵线木偶就是由曾为《美国战队：世界警察》（Team America: World Police）制作木偶的奇奥多兄弟制作，每个木偶要价2万5000美元，但由于这些木偶的效果不够理想，所有相关镜头只能在后期制作中以计算机成像重新渲染。本集还动用了多个已有外景地，例如“奥德赛号”（Odyssey）飞船的舰桥就在《200》中用于恶搞《星际旅行：原初》；姐妹剧集《星际之门：亚特兰蒂斯》（Stargate: Atlantis）的一处外景则在本集中作为《绿野仙踪》的大厅。
库珀和剧集主创布拉德·怀特（Brad Wright）在就《星际之门：-1》第10季接受采访时表示，以往剧集中的幽默都还有一定的限度，防止剧集变得太坎普风，但《200》中的情况并非如此，剧组多次有意跨越幽默和坎普风的界限。几位制片人甚至曾考虑再现《灼热的马鞍》中突破第四面墙的情节，但最终因马匹花费太高而作罢。
在几位制片人的共同努力下，《200》的宣传工作十分到位，并通过多种方式暗示安德森扮演的奥尼尔一角将会回归。执行制片人乔·马洛兹（Joe Mallozzi）也在接受采访时称，剧迷可以在这集看到早在第2季时就有提及，但一直都没有出现过的神秘种族福灵人（Furlings）。虽然制作过程中已经拍摄多个情节上较为奇特的场景，但由于时间上的制约，许多编剧喜欢的内容都来不及制作。据库珀回忆，剧本中有一段取材《盖里甘的岛》（Gilligan's Island）的小品就是因此被剪。

## 文化参照
《200》的大部分情节都是参照《星际之门：-1》之前的剧集或其它作品。首先，片头比之前的大部分剧集都要短，这主要是取笑《迷失》等节目以及Sci Fi 频道，该频道此前曾将《星际之门：-1》第9季的片头缩短，之后因剧迷抗议又改了回去。马丁得知电影的原订主演已经退出后，-1任务组成员提出多种建议，让影片可以在没有这位主角出镜的情况下继续，这里是参照《星际之门：-1》第6季没有迈克尔·山克斯回归的类似情况，安德森也曾在第8季最后1集的结尾开过类似玩笑，当时制作第9季的计划尚未确定，这集本会是电视剧的大结局。《200》的最后一组镜头是对《虫洞极端》演员的采访，剧本中起初没有这场戏，是在之后新增的，其中还有真实演员的解说，只不过纯属断章取义，表面看是内幕消息，实际上纯粹是玩笑。
《200》还有多个涉及其它科幻作品的情节。杰克逊博士（Dr. Jackson）在节目开场后不久询问，为什么没有人把某部只拍了3集的电视剧改编成电影，提尔克还称这部电视剧的销量很好，这指的是电视剧《萤火虫》，该剧一共拍了14集，但福克斯公司高管在仅播出3集后决定取消，不过在决定取消后又播了8集，所以一共播出的有11集。《萤火虫》的销量甚高，所以之后又改编成电影《冲出宁静号》。马丁·劳埃德之后还表示不会在电影版中采用电视剧《虫洞极端》的素材，称“这是电影，不是什么片段展示。”这也是意指《萤火虫》和《冲出宁静号》，乔斯·温登当时坚持不在电影中采用电视剧的片段，因为《冲出宁静号》“不是片段展示”。此外，《200》中还有恶搞原版《星际迷航》的情节，由《星际之门：-1》的任务组成员代替《星际旅行：进取号》中的船员。布拉德·怀特在剧中出镜，诠释工程师蒙哥马利·史考特。剧中还有取笑《遥远星际》的内容，把该剧中经常出现的“发明”脏话情节也模仿过来。有关《遥远星际》的内容实际上是冷笑话，因为出演《星际之门：-1》的本·布劳德（Ben Browder）和克劳迪娅·布莱克（Claudia Black）都曾是《遥远星际》的演员，并且布莱克在《200》中的扮相就是之前《遥远星际》的同一角色，只是布劳德扮演的是另一个人物，他原本在《遥远星际》中的角色改由迈克尔·山克斯饰演。非科幻类影视作品也是《200》的恶搞对象，如1939年的《绿野仙踪》，情节大致相同，只是其中人物都换成-1的队员，几位编剧是根据他们办公室墙上一幅有趣的画作想到恶搞《绿野仙踪》的主意。节目中取笑的其它节目包括：《24》（滴答作响的时钟）、《雷鸟》和《美国战队：世界警察》（剧中人物全部成了牵线木偶，风格同以上两部作品类似）。

## 反响
《200》在2007年星座奖角逐中获“2006年科幻电影或电视剧最佳整体剧本奖”，还获得2007年雨果奖短剧类最佳戏剧呈现奖提名。
《200》获得评论界的普遍好评。宣称本集是这年电视季里最有趣，同时也最聪明的节目之一，文中还特别称赞《200》不但恶搞其它影视作品，还恶搞《星际之门：-1》的做法。《芝加哥论坛报》的莫琳·瑞恩（Maureen Ryan）也有类似看法，她还觉得剧中嘲弄的科幻作品陈辞滥调都很浅显易懂，观众即便没有看过多少《星际之门》剧集，也不会在理解上面临障碍。《日蚀杂志》（Eclipse Magazine）指出，虽然这集“并不是喜剧作品”，但仍然是《星际之门：-1》中最优秀的喜剧风格剧集。《200》首播的宣传工作十分到位，平均吸引到1.9%的家庭收看，比前1集大幅提升了36%，也是第10季中达到或超过上季1.8%收视率的第1集。当时平均每集《星际之门：-1》在美国首播时可以吸引约330万观众。

### 停播
《200》播映后不久，宣布 频道已经决定来年不再续订《星际之门：-1》。 频道之后确认这一消息，同时宣布《星际之门：亚特兰蒂斯》会继续播出。许多剧迷谴责不该在演员及其他剧组成员还在庆祝《200》获得成功时宣布剧集被砍，同时也反对取消剧集的决定，因为第10季的收视率虽然不及上季，但观众数量还是相同可观，例如这季平均每集在澳大利亚都有200万观众收看，其中半数是在18至49岁年龄段。 频道对此表示，取消剧集并未是因收视率不佳，而是因为节目已经完成了使命。《星际之门：-1》的部分主要角色之后还在《星际之门：亚特兰蒂斯》和《星际之门：宇宙》中出现，还参演了直接通过DVD发行的续集电影《星际之门：真理之盒》（Stargate: The Ark of Truth）和《星际之门：时空连续》（Stargate: Continuum）。